# Берег (Новгородская область)
Берег — деревня в Хвойнинском муниципальном округе Новгородской области.

## География
Находится в северо-восточной части Новгородской области на расстоянии приблизительно 13 км на юго-запад по прямой от районного центра Хвойная у северного берега озера Ямное.

## История
В 1910 году здесь (деревня Боровичского уезда Новгородской губернии) было учтено 11 дворов. До 2020 года входила в Миголощское сельское поселение до его упразднения.

## Население
Численность населения: 60 человек (1910 год), 0 в 2002 году, 2 в 2010.